# Musicastrada Festival
Il Musicastrada Festival è un festival musicale itinerante che si svolge annualmente in Toscana, Italia, soprattutto nella provincia di Pisa.

## Storia
Nato inizialmente come un festival di world music organizzato da un'associazione culturale, è diventato con il passare delle edizioni (24 fino ad ora) un contenitore di tanti generi musicali differenti come: jazz, elettronica, blues, indie, cantautorato italiano. Nel corso degli anni ha visto la partecipazione di 1636 artisti provenienti da 57 paesi del mondo.
Vista la scelta del festival di collaborare al rafforzamento del turismo culturale toscano e nazionale, alcuni artisti hanno scelto nel corso degli anni di realizzare durante la rassegna dei concerti pensati "ad hoc" per il Musicastrada Festival (es. piano e voce, o chitarra e voce), mai eseguiti altrove in altre occasioni.

## Alcuni artisti
- Roberto Angelini
- Nick Becattini feat. Peaches
- Bnkr44
- Fabio Concato
- Cristina Donà
- Dub FX
- Niccolò Fabi
- Edward Gerhard
- Gianmaria (cantante)
- Steve Grossman
- Redi Hasa
- Mamablue
- Tolo Marton & Lostiguana
- Maria Mazzotta
- Motta
- Nada
- Emma Nolde
- Eliades Ochoa
- Marina Rei
- Bobo Rondelli
- Peppe Servillo
- Davide Shorty
- Daniele Silvestri
- Giovanni Truppi
- Margherita Vicario